# Jurjo Torres
Jurjo Torres Santomé (Castro de Rey (Lugo), 2 de junio de 1951) es un pedagogo, ensayista y activista español especialista en políticas educativas, multiculturalismo y currículum integrado. Es especialmente conocido por su activismo en la defensa de la escuela pública y la denuncia de la influencia del neoliberalismo en las políticas educativas.

## Trayectoria
Doctorado en Pedagogía por la Universidad Pontificia de Salamanca en 1979, fue profesor en esta universidad hasta 1980 y en la Universidad de Santiago de Compostela (1984-1991), además de profesor visitante en la Universidad de Wisconsin-Madison en el Department of Curriculum and Instruction and Educational Policy Studies. Desde 1991 es catedrático de Universidad de Didáctica y Organización Escolar en la Universidad de La Coruña y en la actualidad es director del departamento de Pedagogía y Didáctica de la Universidad de La Coruña y coordinador del Grupo de Investigación en Innovaciones Educativas de la misma universidad.
Ha publicado más de un centenar de artículos en libros y revistas de pedagogía de España, Estados Unidos y América Latina en gallego, castellano, inglés y portugués. Por otro lado es colaborador habitual en revistas especializadas entre ellas: Cuadernos de Pedagogía, Pedagogy, Culture & Education; Education Policy Analysis Archives, Kikirikí, Currículum Sem Fronteiras, A Página da Educaçâo, Aula de Infantil; Revista Brasileira de Educaçâo, Educaçâo e Realidade; Aula de Innovación Educativa; Investigación en la escuela, Teias, In-fan-cia, Signos. Teoría y Práctica de la Educación, O Ensino, Perspectiva Cep, etc. 

## Pensamiento

### Currículo oculto y neoliberalismo
Torres defiende el humanismo educativo, cuestiona la privatización del sistema educativo y denuncia la demonización de la escuela pública destacando la existencia de otras perspectivas más optimistas relacionadas con las luchas sociales. En su obra denuncia la existencia del currículo oculto y las estrategias del neoliberalimo para la creación de élites aplicando la lógica binaria de "ganadores" y "perdedores".
"Son muchos años de tradición escolar clasificando, etiquetando al alumnado por medio de toda clase de rutinas e, incluso recurriendo a instrumentos más o menos sofisticado, como tests de inteligencia, pruebas objetivas de rendimiento, etc. Instrumentos que se disfrazan de objetividad y de neutralidad y que acaban culpabilizando a cada uno de los estudiantes; les convencen de que son ellos los únicos responsables de su fracaso." Jurjo Torres Políticas educativas y construcción de personalidades neoliberales y neocolonialistas p.15 (2017)
También cuestiona el papel de la iglesia y la utilización de la educación para el control social.  A pesar de las dificultades Torres confía en el poder de los movimientos colectivos -muchos de ellos en situación de desventaja y exclusión- que han sido capaces a lo largo de la historia de reaccionar y organizar lo que denomina "luchas sociales de resistencia y de creación y ocupación de espacios transformadores". Y recuerda el valor estratégico de lo público: 
No podemos olvidar que la razón de ser de la red pública es ayudar a construir un “nosotros” verdaderamente inclusivo, que tiene como referente el bien común; verse como ciudadanas y ciudadanos que en un marco de pluralidad y de democracia aprenden a escuchar, debatir, trabajar y colaborar con quienes piensan de otra manera 

### Desprestigio de "lo público"
El neoliberalismo obliga a privatizar todas las instituciones destinadas a asegurar un mínimo de estado de bienestar -banca pública, servicios sociales y comunitarios, vías de comunicación- y es la lógica que aplica según Torres en la estrategia progresiva de privatización de instituciones escolares, por ello -considera- "el fortalecimiento de la escuela pública es clave para la resistencia".
Para lograr la privatización primero se desprestigia lo público -denuncia el pedagogo- a partir de la supuesta falta de rendimiento según estándares privados, baja calidad de servicio a la ciudadanía, mezcla de sexos y categorías sociales, escaso interés por la excelencia educativa, etc.

## Publicaciones

### Libros
- Pra unha educación preescolar galega, (1978) En colb. con Montse Erauskin. Santiago de Compostela. Editorial Xistral (Premio Alexandre Bóveda de 1978)
- La educación en la Sociedad Económica de Amigos del País de Santiago (s. XVIII-XIX) (1979) Ediciones Universidad de Salamanca, D.L. ISBN 84-7481-047-7
- Formación del profesor y desarrollo del curriculum: reflexiones y propuestas (1987)  Miguel Ángel Santos Guerra y Jurjo Torres Santomé. Madrid : Centro Nacional de Recursos para la Educación Especial, ISBN 84-505-5769-0
- A Educaçâo Infantil, (1991) Ourense. Associaçâo Sócio-Pedagógica Galaico-Portuguesa (A.S.P.G.P.)
- Globalización e interdisciplinariedad: el curriculum integrado (1994) Editorial Morata ISBN 84-7112-372-X
- Educación en tiempos de neoliberalismo (2002) Editorial Morata ISBN 84-7112-459-9, 2ª edición 2007
- El curriculum oculto (2005) ISBN 84-7112-351-7 En 2011 publicada la 9ª edición
- La desmotivación del profesorado (2006) Editorial Morata ISBN 84-7112-510-2,  2ª edición en 2009
- A desmotivação dos professores, (2006) Mangualde (Portugal). Edições Pedago
- Multiculturalismo Anti-Racista, (2008) Porto (Portugal)
- O Cavalo de Tróia da Cultura Escolar, (2010) Mangualde, Portugal. Edições Pedago
- La justicia curricular: el caballo de Troya de la cultura escolar (2011) Editorial Morata. ISBN 978-84-7112-633-7
- Globalisms and Power, (2012) Jurjo Torres y João Paraskeva New York. Peter Lang
- Políticas eductivas y construcción de personalidades neoliberales y neocolonialistas. Editorial Morata. ISBN 9788471128218